# 初元
初元（しょげん）は、中国、前漢の元帝劉奭（りゅうせき）の治世に行われた最初の元号。紀元前48年 - 紀元前44年。

## 西暦との対照表
| 初元 | 元年   | 2年    | 3年    | 4年    | 5年    |
| 西暦 | 前48年 | 前47年 | 前46年 | 前45年 | 前44年 |
| 干支 | 癸酉   | 甲戌   | 乙亥   | 丙子   | 丁丑   |